# Saison 1963-1964 du Stade rennais UC
Maillots
Chronologie
Saison précédente Saison suivante
La saison 1963-1964 du Stade rennais Université Club débute le 1er septembre 1963 avec la première journée du Championnat de France de Division 1, pour se terminer le 7 juin 1964 avec la dernière journée de cette compétition.
Le Stade rennais UC est également engagé en Coupe de France. Éliminé dès les trente-deuxièmes de finale, il est ensuite reversé en Coupe Charles Drago.

## Résumé de la saison
Après deux saisons porteuses d'espoirs, le Stade rennais UC réalise une saison plus homogène, mais finalement très irrégulière au niveau des résultats. À l'intersaison, plusieurs cadres sont partis, notamment Ziemczak et l'attaquant Yvon Goujon. Ce dernier est remplacé par Claude Dubaële, qui va imposer sa solidité et sa technique sur le front de l'attaque rennaise. Son arrivée nécessite une réorganisation tactique : Loncle passe de la position de numéro 8 à celle de numéro 10 (à gauche de l'avant-centre plutôt qu'à droite comme la saison précédente), alors que la recrue Lamartine supplée plus qu'à son tour le jeune ailier droit Prigent qui effectue son service militaire et ne peut jouer que lors de ses permissions.
Dans une Division 1 réduite à dix-huit clubs, jamais le Stade rennais UC ne parviendra à aligner une série significative de bons résultats. Son bilan de début de saison est une nouvelle fois meilleur que celui de la phase retour, mais il n'aura pas suffi pour venir titiller les avant-postes, le Stade rennais n'occupant jamais mieux qu'une quatrième place au classement. Dans ce marasme, les coupes nationales auraient pu enjoliver la saison rouge et noire, mais comme souvent, les joueurs d'Antoine Cuissard voient leur parcours rapidement stoppé. Dès les trente-deuxièmes de finale de la Coupe de France, le Red Star, pourtant en deuxième division, élimine le Stade rennais UC (2 - 4), et c'est une autre formation de D2, le Havre AC qui le sort d'entrée de la Coupe Drago (2 - 6 après prolongation).
À l'issue de la saison, et à la surprise générale, Antoine Cuissard est débarqué de ses fonctions d'entraîneur de l'effectif professionnel. Au-delà des résultats - mitigés, mais forcément encourageants pour une équipe qui évoluait encore en D2 six ans auparavant - c'est au niveau des relations entre l'entraîneur et ses joueurs que les raisons de cette séparation semblent à chercher.

## Transferts en 1963-1964
| Arrivées            |         |                           |
| Guy Biet            | France  | Stade rennais UC amateurs |
| Jean-Claude Boulain | France  | Stade dinannais           |
| Claude Bourrigault  | France  | SCO Angers                |
| Claude Dubaële      | France  | Stade de Reims            |
| Robert Lamartine    | France  | SCO Angers                |
| Gilbert Robin       | France  | DC Carhaix                |
| Départs             |         |                           |
| Yves Audigane       | France  | AS Cherbourg              |
| René Billon         | France  | Stade rennais UC amateurs |
| Brahim Bourras      | Algérie | MC Alger                  |
| Jean-Claude Delorme | France  | AS Brestoise              |
| Jean Giovannelli    | France  | Stade lavallois           |
| Henri Gouès         | France  | AS Poissy                 |
| Yvon Goujon         | France  | FC Rouen                  |
| Michel Wattelet     | France  | US Quevilly               |
| Stephan Ziemczak    | France  | SCO Angers                |

## L'effectif de la saison
| Poste¹ | Nat.² | Nom                   | Naissance         | Sélection³ | Championnat | Championnat | Coupe France | Coupe France | Coupe Drago | Coupe Drago | Total Saison | Total Saison |
| Poste¹ | Nat.² | Nom                   | Naissance         | Sélection³ | M           | But inscrit | M            | But inscrit  | M           | But inscrit | M            | But inscrit  |
| ------ | ----- | --------------------- | ----------------- | ---------- | ----------- | ----------- | ------------ | ------------ | ----------- | ----------- | ------------ | ------------ |
| A      | FRA   | André Ascencio        | 4 juin 1938       | -          | 31          | 0           | 1            | 0            | 1           | 0           | 33           | 0            |
| A      | FRA   | Guy Biet              | 30 avril 1943     | -          | 2           | 0           | 0            | 0            | 0           | 0           | 2            | 0            |
| G      | FRA   | Jean-Claude Boulain   | 1er janvier 1943  | -          | 2           | 0           | 0            | 0            | 1           | 0           | 3            | 0            |
| M      | FRA   | Claude Bourrigault    | 28 janvier 1932   | -          | 11          | 0           | 1            | 0            | 0           | 0           | 12           | 0            |
| D      | FRA   | Yves Boutet           | 3 décembre 1936   | -          | 27          | 0           | 1            | 0            | 0           | 0           | 28           | 0            |
| A      | FRA   | Jean-Pierre Brucato   | 7 avril 1944      | -          | 21          | 0           | 0            | 0            | 1           | 1           | 22           | 1            |
| D      | FRA   | Louis Cardiet         | 20 juin 1943      | -          | 1           | 0           | 0            | 0            | 0           | 0           | 1            | 0            |
| D      | FRA   | René Cédolin          | 13 juillet 1940   | B          | 30          | 0           | 1            | 0            | 1           | 0           | 32           | 0            |
| G      | FRA   | Jean-Claude D'Arménia | 12 septembre 1940 | -          | 29          | 0           | 1            | 0            | 0           | 0           | 30           | 0            |
| A      | FRA   | Claude Dubaële        | 19 janvier 1940   | -          | 32          | 10          | 1            | 1            | 1           | 0           | 34           | 11           |
| A      | FRA   | Émile Grosshans       | 16 août 1938      | -          | 28          | 0           | 1            | 0            | 1           | 0           | 30           | 0            |
| A      | FRA   | Alain Jubert          | 25 décembre 1936  | B          | 33          | 6           | 1            | 0            | 1           | 0           | 35           | 6            |
| A      | FRA   | Robert Lamartine      | 15 juin 1935      | -          | 22          | 10          | 1            | 0            | 1           | 0           | 24           | 10           |
| M      | FRA   | Jean-Claude Lavaud    | 18 mai 1938       | -          | 23          | 3           | 1            | 1            | 1           | 0           | 25           | 4            |
| A      | FRA   | Marcel Loncle         | 5 janvier 1936    | -          | 30          | 9           | 0            | 0            | 1           | 0           | 31           | 9            |
| A      | FRA   | Giovanni Pellegrini   | 25 juin 1940      | -          | 28          | 14          | 1            | 0            | 1           | 1           | 30           | 15           |
| A      | FRA   | Jean-François Prigent | 26 mai 1944       | B          | 18          | 2           | 0            | 0            | 0           | 0           | 18           | 2            |
| G      | FRA   | Gilbert Robin         | 2 août 1942       | -          | 3           | 0           | 0            | 0            | 0           | 0           | 3            | 0            |
| A      | FRA   | Bernard Ruaudel       | 4 janvier 1940    | -          | 3           | 0           | 0            | 0            | 0           | 0           | 3            | 0            |

- 1 : G, Gardien de but ; D, Défenseur ; M, Milieu de terrain ; A, Attaquant
- 2 : Nationalité sportive, certains joueurs possédant une double-nationalité
- 3 : sélection la plus élevée obtenue

## Équipe-type
Il s'agit de la formation la plus courante rencontrée en championnat.

## Les rencontres de la saison

### Liste
| Match | Date          | Compétition     | Tour        | Adversaire      | Lieu ¹ | Score    | Class.   | Buteurs pour le Stade rennais     |
| ----- | ------------- | --------------- | ----------- | --------------- | ------ | -------- | -------- | --------------------------------- |
| 1     | 1er septembre | Division 1      | 1           | RC Paris        | D      | 2–2      | 8        | Jubert Loncle                     |
| 2     | 8 septembre   | Division 1      | 2           | Valenciennes FC | E      | 0–0      | 10       |                                   |
| 3     | 15 septembre  | Division 1      | 3           | Toulouse        | D      | 4-2      | 2        | Lavaud Prigent Dubaële Pellegrini |
| 4     | 22 septembre  | Division 1      | 4           | Monaco          | E      | 2–3      | 10       | Lamartine Dubaële                 |
| 5     | 6 octobre     | Division 1      | 5           | Lyon            | D      | 2–3      | 13       | Lamartine Dubaële                 |
| 6     | 13 octobre    | Division 1      | 6           | Angers          | E      | 1-1      | 10       | Lavaud                            |
| 7     | 20 octobre    | Division 1      | 7           | Nîmes           | D      | 3-1      | 8        | Prigent Loncle Pellegrini         |
| 8     | 31 octobre    | Division 1      | 8           | Reims           | E      | 3–3      | 9        | Dubaële Jubert Pellegrini         |
| 9     | 3 novembre    | Division 1      | 9           | Stade français  | D      | 4–3      | 7        | Jubert Pellegrini                 |
| 10    | 13 novembre   | Division 1      | 10          | Lens            | E      | 0–5      | 9        |                                   |
| 11    | 17 novembre   | Division 1      | 11          | Rouen           | D      | 2–1      | 7        | Dubaële Jubert                    |
| 12    | 24 novembre   | Division 1      | 12          | Nice            | E      | 2-0      | 4        | Lavaud Pellegrini                 |
| 13    | 1er décembre  | Division 1      | 13          | Saint-Étienne   | D      | 1-1      | 7        | Lamartine                         |
| 14    | 7 décembre    | Division 1      | 14          | Bordeaux        | E      | 1–3      | 9        | Lamartine                         |
| 15    | 15 décembre   | Division 1      | 15          | Nantes          | E      | 1-2      | 10       | Lamartine                         |
| 16    | 22 décembre   | Division 1      | 16          | Strasbourg      | D      | 0-0      | 10       |                                   |
| 17    | 29 décembre   | Division 1      | 17          | Sedan           | E      | 0-5      | 11       |                                   |
| 18    | 5 janvier     | Division 1      | 18          | Sedan           | D      | 1–0      | 10       | Pellegrini                        |
| 19    | 12 janvier    | Coupe de France | 1/32 finale | Red Star        | N      | 2-4      | 2-4      | Lavaud Dubaële                    |
| 20    | 19 janvier    | Division 1      | 19          | RC Paris        | E      | 2–0      | 8        | Lamartine Dubaële                 |
| 21    | 26 janvier    | Division 1      | 20          | Valenciennes FC | D      | 2–1      | 6        | Loncle                            |
| 22    | 2 février     | Division 1      | 21          | Toulouse        | E      | 1-1      | 6        | Lamartine                         |
| 23    | 9 février     | Coupe Drago     | 1er tour    | Le Havre        | E      | 2-6 a.p. | 2-6 a.p. | Brucato Pellegrini                |
| 24    | 16 février    | Division 1      | 22          | Monaco          | D      | 2–1      | 5        | Loncle Pellegrini                 |
| 25    | 23 février    | Division 1      | 23          | Lyon            | E      | 1–4      | 6        | Pellegrini                        |
| 26    | 8 mars        | Division 1      | 24          | Angers          | D      | 2-4      | 8        | Lamartine Dubaële                 |
| 27    | 15 mars       | Division 1      | 25          | Nîmes           | E      | 1-3      | 11       | Lamartine                         |
| 28    | 29 mars       | Division 1      | 26          | Reims           | D      | 2–0      | 8        | Dubaële Loncle                    |
| 29    | 1er avril     | Division 1      | 27          | Rouen           | E      | 1-3      | 11       | Dubaële                           |
| 30    | 5 avril       | Division 1      | 28          | Stade français  | E      | 2–4      | 12       | Loncle Pellegrini                 |
| 31    | 12 avril      | Division 1      | 29          | Lens            | D      | 0-0      | 12       |                                   |
| 32    | 1er mai       | Division 1      | 30          | Nice            | D      | 3–1      | 10       | Lamartine Loncle Pellegrini       |
| 33    | 3 mai         | Division 1      | 31          | Saint-Étienne   | E      | 0-3      | 11       |                                   |
| 34    | 17 mai        | Division 1      | 32          | Bordeaux        | D      | 2–2      | 11       | Dubaële Pellegrini                |
| 35    | 31 mai        | Division 1      | 33          | Strasbourg      | E      | 1–2      | 13       | Jubert                            |
| 36    | 7 juin        | Division 1      | 34          | Nantes          | D      | 3–1      | 11       | Loncle Pellegrini                 |

- 1 N : terrain neutre ; D : à domicile ; E : à l'extérieur ; drapeau : pays du lieu du match international

## Bilan des compétitions
| Compétition         | Vainqueur final        | Débute au tour | Place ou tour final | Première rencontre | Dernière rencontre | Nombre |
| ------------------- | ---------------------- | -------------- | ------------------- | ------------------ | ------------------ | ------ |
| Division 1          | AS Saint-Étienne       | 1re journée    | 11e                 | 1er septembre 1963 | 7 juin 1964        | 34     |
| Coupe de France     | Olympique lyonnais     | 1/32 de finale | 1/32 de finale      | 12 janvier 1964    | 12 janvier 1964    | 1      |
| Coupe Charles Drago | FC Sochaux-Montbéliard | 1er tour       | 1er tour            | 9 février 1964     | 9 février 1964     | 1      |

### Division 1

#### Classement
| Rang | Équipe     | Pts | J  | G  | N  | P  | Bp | Bc | Diff |
| ---- | ---------- | --- | -- | -- | -- | -- | -- | -- | ---- |
| 8    | Nantes     | 34  | 34 | 13 | 8  | 13 | 51 | 59 | -8   |
| 9    | Strasbourg | 33  | 34 | 11 | 11 | 12 | 43 | 41 | +2   |
| 10   | Angers     | 33  | 34 | 11 | 11 | 12 | 54 | 62 | -8   |
| 11   | Rennes     | 33  | 34 | 12 | 9  | 13 | 54 | 65 | -11  |
| 12   | Sedan      | 32  | 34 | 14 | 4  | 16 | 62 | 52 | +10  |
| 13   | Nîmes      | 32  | 34 | 12 | 8  | 14 | 45 | 45 | 0    |
| 14   | Rouen      | 32  | 34 | 12 | 8  | 14 | 50 | 51 | -1   |

#### Résultats
| Total  | Total  | Total | Total | Total | Total | Total | Total | Domicile | Domicile | Domicile | Domicile | Domicile | Domicile | Extérieur | Extérieur | Extérieur | Extérieur | Extérieur | Extérieur |
| Matchs | Points | V     | N     | D     | BP    | BC    | Diff. | V        | N        | D        | BP       | BC       | Diff.    | V         | N         | D         | BP        | BC        | Diff.     |
| ------ | ------ | ----- | ----- | ----- | ----- | ----- | ----- | -------- | -------- | -------- | -------- | -------- | -------- | --------- | --------- | --------- | --------- | --------- | --------- |
| 34     | 33     | 12    | 9     | 13    | 54    | 65    | -11   | 10       | 5        | 2        | 35       | 23       | +12      | 2         | 4         | 11        | 19        | 42        | -23       |

#### Résultats par journée
| Journée   | 01 | 02 | 03 | 04 | 05 | 06 | 07 | 08 | 09 | 10 | 11 | 12 | 13 | 14 | 15 | 16 | 17 | 18 | 19 | 20 | 21 | 22 | 23 | 24 | 25 | 26 | 27 | 28 | 29 | 30 | 31 | 32 | 33 | 34 |
| --------- | -- | -- | -- | -- | -- | -- | -- | -- | -- | -- | -- | -- | -- | -- | -- | -- | -- | -- | -- | -- | -- | -- | -- | -- | -- | -- | -- | -- | -- | -- | -- | -- | -- | -- |
| Terrain   | D  | E  | D  | E  | D  | E  | D  | E  | D  | E  | D  | E  | D  | E  | E  | D  | E  | D  | E  | D  | E  | D  | E  | D  | E  | D  | E  | E  | D  | D  | E  | D  | E  | D  |
| Résultats | N  | N  | V  | D  | D  | N  | V  | N  | V  | D  | V  | V  | N  | D  | D  | N  | D  | V  | V  | V  | N  | V  | D  | D  | D  | V  | D  | D  | N  | V  | D  | N  | D  | V  |
| Points    | 1  | 2  | 4  | 4  | 4  | 5  | 7  | 8  | 10 | 10 | 12 | 14 | 15 | 15 | 15 | 16 | 16 | 18 | 20 | 22 | 23 | 25 | 25 | 25 | 25 | 27 | 27 | 27 | 28 | 30 | 30 | 31 | 31 | 33 |
| Place     | 8  | 10 | 2  | 10 | 13 | 10 | 8  | 9  | 7  | 9  | 7  | 4  | 7  | 9  | 10 | 10 | 11 | 10 | 8  | 6  | 6  | 5  | 6  | 8  | 11 | 8  | 11 | 12 | 12 | 10 | 11 | 11 | 13 | 11 |

Source : Liste des rencontres

Terrain : D = Domicile ; E = Extérieur. Résultat: D = Défaite ; N = Nul ; V = Victoire.